# 船長の最後退船

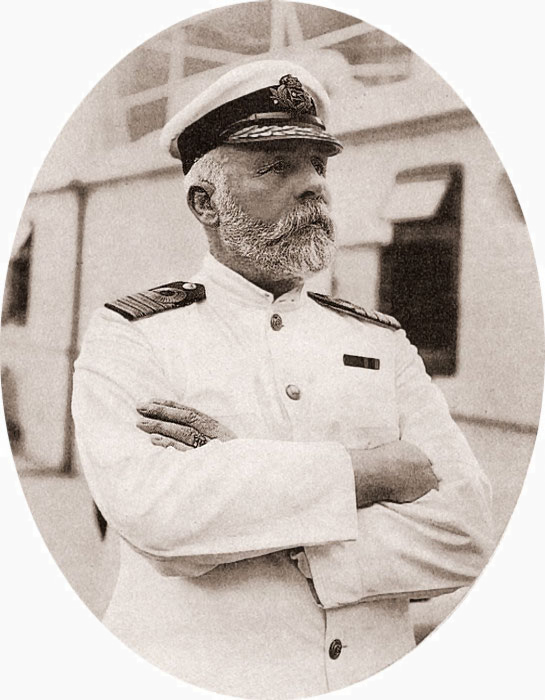
客船「タイタニック」沈没時の船長エドワード・スミス

船長の最後退船（せんちょうのさいごたいせん）とは、海事における伝統の一つで、船長が自分の船とその船に乗っている全ての人に対して最終的な責任を持ち、緊急時には船上の人を全て助けてから最後に退船するか、さもなくば死を覚悟するというものである。船長は船と運命を共にする(The captain goes down with the ship)とも言う。
1912年に沈没した客船「タイタニック」とその船長エドワード・スミスに関連して言及されることが多いが、この伝統は「タイタニック」沈没よりも少なくとも11年前には行われている。船の遭難時、ほとんどの場合において、船長は自分の避難を後回しにして、他の人々を救うことに集中する。その結果、最後まで船に残ることになる船長は、船と共に沈んで死ぬか、最後に救出されることが多い。

## 歴史
この伝統は、19世紀に作られた「ウィメン・アンド・チルドレン・ファースト」（女性と子供が第一）という別の行動規範と関連している。どちらも、ヴィクトリア朝時代の理想的な騎士道精神を反映したものである。当時の上流階級の人々は、神聖な名誉、奉仕、弱者への敬意に結びついた道徳を守ることが求められていた。これは、女性と子供は一族によって保護されるべきという古来からの規範に由来している。1852年のイギリス海軍の輸送船「バーケンヘッド」の沈没事故では、女性や子供を先に避難させてその命を救った船長と兵士たちの行動は、多くの人々から賞賛された。ラドヤード・キップリングの詩"Soldier an' Sailor Too"やサミュエル・スマイルズの『自助論』(Self-Help)では、船が沈んでいく中、気を引き締めてバンドを演奏した男たちの勇姿が取り上げられている。

## 社会的・法的責任
船長は、全ての乗船者の避難が完了してから最後に退船するか、全ての乗船者の避難ができないときは、たとえ自分が助かることができたとしても退船せずに船と運命を共にするという伝統がある。社会的文脈の中で、船長は社会的規範としてこの責任を負わなければならないと感じるだろう。
海事法では、船の状態がどのようなものであっても船主の責任が最優先されるので、船を放棄することはサルベージの権利の性質を含めて法的な結果をもたらす。従って、船が遭難したときに、船長が船を放棄して避難したとしても、船長が不在の間の出来事についても船長は一般的に責任を負うことになり、船の危険性が容認されるまでは船に戻らざるを得ない。
遭難した船を船長が見捨てることが犯罪とみなされることがある。2012年のコスタ・コンコルディアの座礁事故において、フランチェスコ・スケッティーノ船長は乗客よりも先に避難した。その行為が広く非難されただけでなく、乗客を見捨てた罪で1年、難破事故を起こした罪で5年、犠牲者を過失致死した罪で10年の、計16年の実刑判決が下された。船長が船を見捨てることは、スペイン、ギリシャ、イタリアで何世紀にもわたって海事犯罪として記録されてきた。韓国の法律では、船長は最後に避難することが義務付けられている。フィンランドの海事法では、船長は遭難した船に乗っている全員を救うために全力を尽くさなければならず、救えるという合理的な希望がある限り、船長の命が直ちに危険にさらされない限り船を離れてはならないと定めている。日本では、制定当初の船員法第12条において、緊急時の船長の最後退船の義務が規定され、違反者には懲役刑が科せられていた。これは1970年に改正され、最後退船義務は廃止された。アメリカでは、船を捨てることを違法行為とする明確な法律はないが、船長は、何世紀にもわたって受け継がれてきたコモンローの判例を包含する過失致死などの罪に問われる可能性がある。国際海事法上は、遭難した船を船長が見捨てることは、違法ではない。
大日本帝国海軍においては、撃沈された艦から生還した艦長はその多くが予備役に回されたり、左遷されるなど厳しい処分を受けた。例としては、空母赤城の青木泰二郎大佐、戦艦比叡の西田正雄大佐と同艦に将旗を掲げていた阿部弘毅少将（第十一戦隊司令官）などがある。このこともあり多くの大型艦の艦長は船と共に沈まざるを得なかった。
例外もあり、日露戦争では戦艦八島が機雷で沈没した際、八島艦長坂本一大佐は特に処分を受けていない。比叡と同じ海戦で沈没した戦艦霧島艦長の岩淵三次大佐や、マリアナ沖海戦で沈没した空母大鳳艦長の菊池朝三大佐と空母翔鶴艦長の松原博大佐も特に処分をうけていない。
杉野修一大佐（第二回旅順口閉塞作戦で戦死した杉野孫七の長男）は、軽巡球磨沈没後に空母大鷹艦長となり大鷹沈没後後に戦艦長門艦長となった。
ガダルカナル島の戦いで沈没した重巡加古艦長の高橋雄次大佐は沈没後に重巡鈴谷艦長へ栄転、重巡古鷹艦長の荒木伝大佐は沈没後に重巡愛宕艦長に任命された。小型艦艇の駆逐艦でも夕立沈没時の吉川潔中佐など、沈没後も新たな艦をまかされる事例は多い。  

## 著名な例

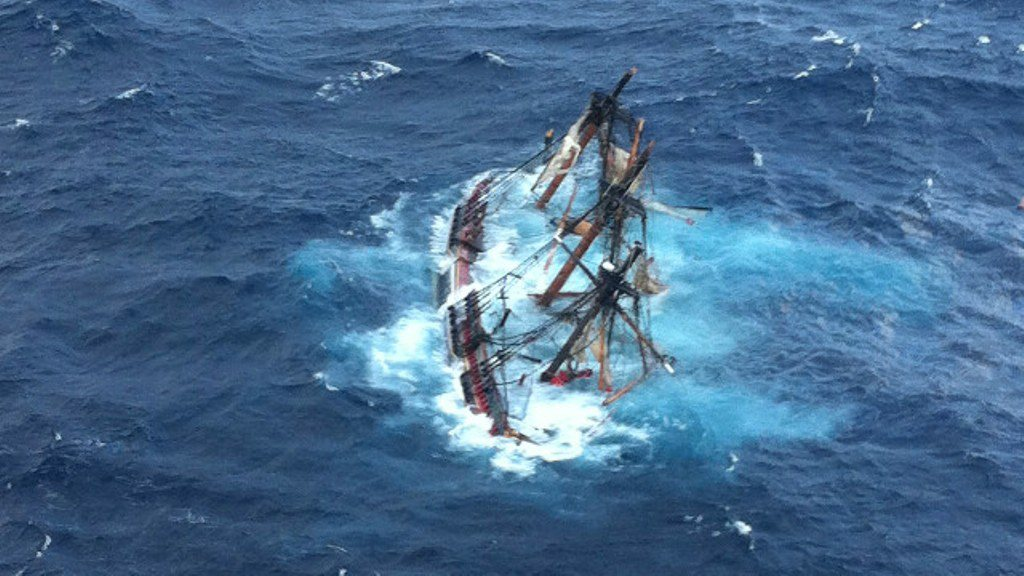
2012年10月29日、ハリケーン・サンディによって沈没した帆船「バウンティ」（16世紀の同名の帆船のレプリカ）。発電機が停止して船が浸水し、ウォルブリッジ船長を含む2名が死亡した。

- 1857年9月12日、商業郵便用蒸気船「セントラル・アメリカ」は、ハリケーンに遭遇した。2隻の船が救助に来たが、乗客のごく一部しか救助できなかったため、ウィリアム・ルイス・ハーンドン船長は残りの乗客と一緒に船に残ることを選んだ。
- 1904年3月27日の第二回旅順口閉塞作戦で閉塞船「福井丸」を指揮していた広瀬武夫中佐は、杉野孫七上等兵曹を捜索するために船に戻ったが、捜索中にロシア軍砲弾の直撃を受けて死亡した。
- 1912年4月15日、氷山に衝突して北大西洋に沈んだ客船「タイタニック」のエドワード・スミス船長が、船の沈没の直前に操舵室に戻って行くところを目撃された[9]。スミス船長の死については、様々な説がある。当初、スミス船長は沈没の数分前に銃で自殺したという噂があり、この話は複数の生存者によって語られた[10]。また、スミス船長は船が完全に沈む瞬間にも操舵室にいたという説もある[11][12]。他に[13]、沈没時に操舵室から海に飛び込み、その後海中で死亡したという説もある[14]。
- 1918年5月30日、イタリアの蒸気船「ピエトロ・マロンチェリ」はドイツの潜水艦UB-49の魚雷を受けて沈没を始めた。護衛艦司令官として乗船していたイタリア海軍のジョバンニ・ヴィグリオーネ少将は、生存者全員を救命ボートに乗せることを命じた後、船に残って船と共に沈むことを選択した[15]。
- 1940年10月21日、ハーミル島海戦で、イタリアの駆逐艦「フランチェスコ・ヌーロ」はイギリスの駆逐艦「キンバリー（英語版）」によって致命的な損傷を受けた。艦長のコスタンティーノ・ボルシーニ（英語版）中佐は艦と共に沈むことを選び、副官のヴィンチェンツォ・シアラヴォロ（イタリア語版）もそれに従った。
- 1940年11月5日、連合軍のHX84船団は北大西洋でドイツ海軍のポケット戦艦「アドミラル・シェーア」と遭遇した。護衛に当たっていたイギリス海軍の武装商船「ジャーヴィス・ベイ（英語版）」の艦長のエドワード・フェーゲン（英語版）は、船団に対し散開の指示を出してから、敵を攻撃した。最終的に「ジャーヴィス・ベイ」は撃沈され、艦長は多くの乗組員と共に沈んだが、38隻中31隻の船が安全な場所にたどり着くまでの時間を稼ぐことができた。
- 1941年5月24日、デンマーク海峡海戦において、イギリス海軍の巡洋戦艦「フッド」は直撃弾と弾倉の爆発を受けて3分で沈没し、ラルフ・カー艦長など大部分の乗組員が戦死した。生存者は3人だけだった。その一人であるテッド・ブリッグズ（英語版）は、沈没後に「ホランド中将（英語版）を最後に見たときには、意気消沈して椅子に座っていて、沈没する船から逃げようとしなかった」と語っている[注釈 3]。
- 1941年5月27日、ライン演習作戦におけるビスマルク最期の戦闘で、ドイツの戦艦「ビスマルク」が戦闘不能になり、ギュンター・リュッチェンス中将もおそらく艦橋への直撃弾で戦死した[16]。「ビスマルク」艦長エルンスト・リンデマン大佐は自沈処理を命じたあと、艦長付きの伝令兵に対して泳いで生き延びるよう命じた。二等水兵（伝令兵）はそれを拒み、リンデマンの手を引いて艦首の旗竿に向かって歩いて行った[17]。艦が沈没するとき、2人は敬礼をした。伝令兵は海に落ち、リンデマン艦長は旗竿にしがみついたまま敬礼を続け、船と共に沈んだ[18][19]。
- 1941年12月10日、イギリス領マラヤのパハン沖で、日本軍の空襲によってイギリス海軍の戦艦「プリンス・オブ・ウェールズ」と巡洋戦艦「レパルス」が沈没し[注釈 4]、「プリンス・オブ・ウェールズ」に乗艦していた東洋艦隊司令長官トーマス・フィリップス大将と艦長のジョン・リーチ（英語版）大佐が艦と共に沈んだ。
- 1942年2月28日、スラバヤ沖海戦で旗艦「デ・ロイテル」が魚雷を受けて沈没した。乗組員の一部は沈没前に救助されたが、座乗していたオランダ海軍のカレル・ドールマン少将や艦長のウジェーヌ・ラコンブレ（英語版）中佐は艦と共に沈んだ。
- 1942年6月5日、ミッドウェー海戦において、空母「飛龍」に乗艦していた第二航空戦隊司令官の山口多聞少将は、被災した船に残ることを主張し、艦長の加来止男大佐もそれに従った。山口は、部下たちが一緒に残ることを許さなかった[20]。また、空母「蒼龍」の柳本柳作艦長も艦と運命を共にした[注釈 5]。
- 1944年10月24日、レイテ沖海戦において、戦艦「武蔵」艦長猪口敏平少将[21]は、逃げることができたにもかかわらず、艦とともに沈むことを選んだ。「武蔵」の乗組員2,399名のうち半数以上の1,376名が救出された。
- 1944年11月29日、回航中の空母「信濃」が紀伊半島沖でアメリカの潜水艦「アーチャーフィッシュ」の魚雷攻撃を受けた後、艦長の阿部俊雄大佐は艦と共に沈んだ。
- 1945年4月7日、坊ノ岬沖海戦において、戦艦「大和」に乗艦していた第二艦隊司令長官の伊藤整一中将と「大和」艦長の有賀幸作大佐は艦と共に沈んだ。
- 1952年1月10日、貨客船「フライング・エンタープライズ（英語版）」は、荒波に襲われて損傷を受けた。クルト・カールセン（英語版）船長は、乗客・乗員が避難した後も船内に残り、曳航船の乗組員のケン・ダンシーと共に、船を港まで曳航しようとしていた。曳航を断念し、カールセンはダンシーに「一緒に飛び込もう」と言ったが、ダンシーは「（船長の）カールセンが最後に船を降りるためには、自分が先に行くべきだ」と言って断った。二人は共に脱出し、「フライング・エンタープライズ」はその48分後に沈没した。
- 1955年5月11日、紫雲丸事故において、紫雲丸の中村正雄船長は退船を拒否して船と共に沈んだ。
- 1956年7月26日、イタリアの客船「アンドレア・ドーリア」は客船「ストックホルム（英語版）」と衝突した。船長のピエロ・カマライは事故の責任を償うとして、船と共に沈むことを決意した。部下の説得により、最終的にカマライは救命ボートに乗ったが、この事故を最後に船乗りを引退した[22][23]。カマライは1972年に死去したが、死の床で何度も「乗客は無事か? 乗客は全員降りたか?」とつぶやいていたという[24]。

- 1970年1月24日、鉱石運搬船かりふぉるにあ丸は房総沖において荒天のため沈没した。住村博船長は救助を拒否して船と共に沈んだ。この事故が契機となり、前述の船員法改正につながった。

- 2012年10月29日、帆船「バウンティ（英語版）」（16世紀の同名の帆船のレプリカ）は、ハリケーン・サンディによって転覆・沈没した。14名の乗員は救命ボートに乗り込んだが、船長ロビン・ウォルブリッジは乗員1名とともに船の中に留まった[25][26]。ウォルブリッジ船長の遺体は見つからなかった[27]。

## 反対の例
船長は、船と共に沈んで死ぬよりも、船を自沈させて危険から逃れることを選ぶ場合もある。この選択は通常、損傷によって船の乗客や乗員の大部分が直ちに危険にさらされることがない場合にのみ可能である。遭難信号が成功し、乗組員や乗客、船の貨物などが救出された場合、その船はサルベージする価値がなく、沈没させられることになる。また、プエブロ号事件のように、敵の軍事組織に船舶が拿捕され調査されるのを防ぐために、遭難した船を破壊する場合もある。また、貨物として運んでいる商品や軍需品を相手側に捕獲されるのを防ぐために破壊する場合もある。
また、船長が自分の身を守るために、乗組員や船舶、その任務を犠牲にする場合もある。船の指揮の責任を回避することにより、通常、船長は法的・刑事的・社会的な罰を受けることになる。
- 1880年7月17日、イギリス船籍のシンガポールの客船「ジッダ」の船長と乗員は、嵐の中で船が沈没すると思って、船と乗客を捨てて避難した。3日後に船が発見され、乗客はほぼ全員生存していた。船長の経歴を持つ作家のジョゼフ・コンラッドは、この事件を題材として小説『ロード・ジム』を執筆した。
- 1886年10月24日、ノルマントン号事件においてイギリス人船長以下乗組員26名は全員救命ボートで脱出したが日本人乗客25名は船中に取り残されて全員死亡した。
- 1939年12月17日、ドイツ海軍のポケット戦艦「アドミラル・グラーフ・シュペー」はウルグアイのモンテビデオ沖合で自沈し、ハンス・ラングスドルフ艦長と自爆要員40名は爆発前に救命ボートで脱出した[注釈 6]。シュペーはラプラタ沖海戦で損傷したあとモンテビデオ港に逃げ込み、全乗組員を下艦させている。なお12月19日、ラングスドルフ大佐は自決した。
- 1965年11月12日、アメリカの客船「ヤーマス・キャッスル」で航行中に火災が発生した。最初の救命ボートには、船長と乗員のみが乗っていた。この事故により90人が死亡したが、そのうち乗員は客室乗務員と船医の2人のみだった。
- 1991年8月3日、クルーズ船「オシアノス」のイアニス・アブラナス（英語版）船長は、船が沈んでいることを乗客に知らせずに船を放棄した。乗客は全員救助された。ギリシャの調査委員会は、アブラナスと4人の乗組員に事故処理上の過失があったと認定した。
- 2012年1月13日、コスタ・コンコルディアの座礁事故の際、フランチェスコ・スケッティーノ（英語版）船長は、数百人の乗客が避難する前に船を離れた。この事故で32名が死亡した。スケッティーノは過失致死などの罪で禁錮16年の有罪判決を受けた。

- 2014年4月16日、韓国の貨客船「セウォル」が転覆・沈没した。イ・ジュンソク船長は真っ先に船を脱出した。船長と乗組員の多くは救助されたが、乗組員の指示に従って船室に残った修学旅行中の檀園高等学校の生徒・教員261人を含む[29][4]304人が犠牲となった。船長は2014年6月初旬に逮捕され、裁判にかけられた。過失致死により懲役36年、さらに、死亡した304人に対する殺人罪が認められ、終身刑となった。
- 2015年6月1日、中国のリバークルーズ船「東方之星」は長江で転覆・沈没した。船長は、ほとんどの乗客が救助される前に船を離れた。442人の死亡が確認され、生存者は14人だけだった[30]。

## 航空機への準用

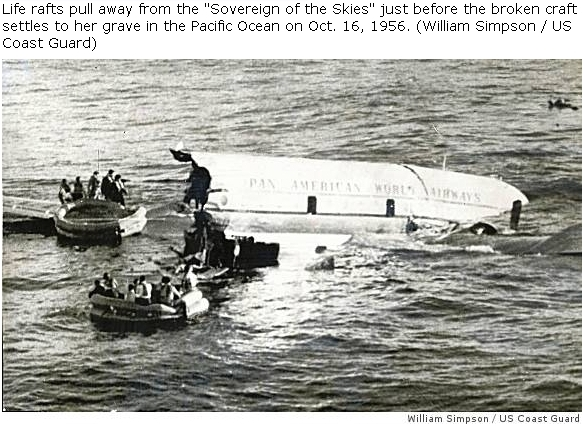
パンアメリカン航空006便不時着水事故。太平洋への着水に成功した後、2つの救命ボートで乗員・乗客全員が避難した（オッグ機長は後の救命ボートに乗っている）。この写真が撮影された数分後に飛行機は沈没した。

この概念は、航空機の機長に対しても、法的に明確に準用されており、「（機長は）飛行の操作と安全性に関する最終的な権限と責任を有する」という形で述べられている。
この概念は、航空機が海や川に墜落または着水した後、機体が水中に沈むことがほぼ確実となった場合に特に関係する。例えば、2009年のUSエアウェイズ1549便不時着水事故においては、機体がハドソン川に不時着水した後、機長のチェズレイ・サレンバーガーは、乗客がいないか最終確認を行ってから、航空機を最後に脱出した。1956年10月16日のパンアメリカン航空006便不時着水事故では、乗員・乗客31名全員が救出されたが、機長のリチャード・N・オッグは最後に飛行機から出て来た。
1988年に出版されたジェリー・B・ハーベイの著書『アビリーンのパラドックス』(The Abilene Paradox)によれば、1968年の日本航空サンフランシスコ湾着水事故における日本航空002便の機長は、事故直後に自分のミスであると正直に評価したことでアメリカで有名になった。この事故は、着陸時の操縦ミスにより、滑走路の数マイル手前のサンフランシスコ湾に着水、座礁したものである。着水地点は水深の浅い場所であり、乗員・乗客107人全員が無傷で生還したが、飛行機から最後に出てきたのは機長だった。

## 比喩的な用法
「船長は船と運命を共にする」という言葉は、比喩的に、「船長」を集団のリーダー、「船」を何らかの大惨事、「運命を共にする」を厳しい罰や死を意味する状況に置き換えて使う場合がある。軍隊において、あるいは、集団の中のリーダーシップが明確な場合に参照されるのが一般的である。例えば、鉱山内部で大規模な火災が発生し、鉱山の監督者が、中に閉じ込められた労働者を救出しようとして亡くなった場合に、「船と運命を共にした」と言ったりする。
ベイラー大学で起きた大規模な性的暴行スキャンダルの後、同大学はケン・スターの学長職を解任した。兼務していた総長の職は継続されたが、学長解任の当日、スターは総長も辞任することを発表し、「明らかに不十分であった」ベイラー大学の行動に対し、進んで責任を引き受けた。スターは、このスキャンダルによる辞任は「良心の問題」であり、「船長は船と運命を共にする」と述べた。